# Corinna perida
Corinna perida är en spindelart som beskrevs av Arthur M. Chickering 1972. Corinna perida ingår i släktet Corinna och familjen flinkspindlar.
Artens utbredningsområde är Panama. Inga underarter finns listade i Catalogue of Life.